# Dolmen de San Sebastián Norte
Dolmen de San Sebastián Norte es un monumento megalítico funerario ubicado en el concejo de Anda, perteneciente al municipio de Kuartango. En 2011 fue recogido dentro del patrimonio cultural vasco, como bien cultural, dentro de la categoría de conjunto monumental.

## Localización
En la zona del dolmen de San Sebastián Norte, hay otros tres dólmenes, el dolmen de San Sebastián Sur, Y los de Gurpide Norte y Sur. Estos se hallan en una  amplia campa entre las localidades de Anda y de Katadiano, cerca del cauce del río Bayas, y como  escenario de fondo la Sierra de Badaya. Son cuatro construcciones megalíticas ciertamente llamativas. Como la mayoría de los dólmenes de Álava, están orientados al Sureste. Lugar por donde sale el sol en el solsticio de invierno.

## Historia
Este monumento megalítico forma parte de la arquitectura del Neolítico, la  arquitectura más antigua que se conoce en este territorio de Álava. Fue descubierto por Ricardo Becerro de Bengoa y Sotero Mantelli en el año 1871. Excavado por Ladislao Velasco en el año 1877. Sólo se hallaron restos antropológicos, hoy desaparecidos.
La provincia de Álava es la más completa de España desde el punto de vista megalítico. La variedad es la característica de este megalitismo, que a pesar de estar muy próximo entre sí ocupa paisajes muy diversos.

## Descripción
Se trata de un dolmen poligonal, aparentemente sin corredor. La cámara está compuesta por 6 losas, y el túmulo es circular con unos 12 metros de diámetro y unos 2 de altura.